# Lijst van films van Paramount Pictures
Een lijst van de (meeste) films van de Amerikaanse filmstudio Paramount Pictures. Zie voor een complete lijst van de film van Paramount Pictures, de externe links.

## 1920-1929
- The Covered Wagon (1923)
- The Ten Commandments (1923)
- Wanderer of the Wasteland (1924)
- Hotel Imperial (1927)
- Wings (1927)
- Wedding March (1928)
- Redskin (1928)
- Interference (1928)
- The Virginian (1929)
- Applause (1929)
- The Love Parade (1929)
- The Cocoanuts (1929)
- Glorifying the American Girl (1929)
- Pointed Heels (1929)

## 1930-1939
- The Vagabond King (1930)
- Follow Thru (1930)
- Morocco (1930)
- Paramount on Parade (1930)
- Animal Crackers (1930)
- Dr. Jekyll and Mr. Hyde (1931)
- One Hour with You (1932)
- The Sign of the Cross (1932)
- Trouble in Paradise (1932)
- Shanghai Express (1932)
- Love Me Tonight (1932)
- She Done Him Wrong (1933)
- Duck Soup (1933)
- Cleopatra (1934)
- It's a Gift (1934)
- The Lives of a Bengal Lancer (1935)
- The Plainsman (1936)
- The General Died at Dawn (1937)
- Easy Living (1937)
- Union Pacific (1939)
- Beau Geste (1939)
- Midnight (1939)

## 1940-1949
- Hold Back the Dawn (1941)
- The Lady Eve (1941)
- Sullivan's Travels (1941)
- The Glass Key (1942)
- Reap the Wild Wind (1942)
- The Palm Beach Story (1942)
- Road to Morocco (1942)
- This Gun for Hire (1942)
- Holiday Inn (1942)
- So Proudly We Hail! (1943)
- For Whom the Bell Tolls (1943)
- The Miracle of Morgan's Creek (1944)
- Double Indemnity (1944)
- Going My Way (1944)
- Murder, He Says (1945)
- The Lost Weekend (1945)
- The Blue Dahlia (1946)
- To Each His Own (1946)
- The Strange Love of Martha Ivers (1946)
- My Favorite Brunette (1947)
- Road to Rio (1947)
- The Big Clock (1948)
- Sorry, Wrong Number (1948)
- The Paleface (1948)
- The Heiress (1949)
- My Friend Irma (1949)
- Samson and Delilah (1949)

## 1950-1959
- Sunset Boulevard (1950)
- A Place in the Sun (1951)
- Detective Story (1951)
- The Greatest Show on Earth (1952)
- Come Back, Little Sheba (1952)
- Roman Holiday (1953)
- Shane (1953)
- Stalag 17 (1953)
- The War of the Worlds (1953)
- The Country Girl (1954)
- Rear Window (1954)
- White Christmas (1954)
- Sabrina (1954)
- The Rose Tattoo (1955)
- To Catch a Thief (1955)
- The Desperate Hours (1955)
- The Trouble with Harry (1955)
- The Man Who Knew Too Much (1956)
- The Ten Commandments (1956)
- War and Peace (1956)
- Gunfight at the O.K. Corral (1957)
- Funny Face (1957)
- The Tin Star (1957)
- Teacher's Pet (1958)
- Vertigo (1958)
- The Blob (1958)

## 1960-1969
- Psycho (1960)
- Breakfast at Tiffany's (1961)
- Blue Hawaii (1961)
- One-Eyed Jacks (1961)
- The Man Who Shot Liberty Valance (1962)
- Hud (1963)
- The Nutty Professor (1963)
- Seven Days in May (1964)
- The Sons of Katie Elder (1965)
- The Spy Who Came in from the Cold (1965)
- Alfie (1966)
- Seconds (1966)
- Barefoot in the Park (1967)
- El Dorado (1967)
- Once Upon a Time in the West (1968)
- Rosemary's Baby (1968)
- Goodbye, Columbus (1969)
- The Italian Job (1969)

## 1970-1979
- Love Story (1970)
- Little Big Man (1970)
- A New Leaf (1971)
- The Godfather (1972)
- Paper Moon (1973)
- Chinatown (1974)
- The Conversation (1974)
- The Godfather: Part II (1974)
- Three Days of the Condor (1975)
- The Bad News Bears (1976)
- Marathon Man (1976)
- King Kong (1976)
- Looking for Mr. Goodbar (1977)
- Sorcerer (1977) (samen met Universal)
- Saturday Night Fever (1977)
- Death on the Nile (1978)
- Grease (1978)
- Up in Smoke (1978)
- Escape from Alcatraz (1979)
- Prophecy (1979)
- Star Trek: The Motion Picture (1979)
- The Warriors (1979)
- Meatballs (1979)

## 1980-1989
- Airplane! (1980)
- Friday the 13th (1980)
- Ordinary People (1980)
- Popeye (1980)
- Friday the 13th Part 2 (1981)
- Raiders of the Lost Ark (1981)
- An Officer and a Gentleman (1982)
- 48 Hrs. (1982)
- Star Trek II: The Wrath of Khan (1982)
- Friday the 13th Part III (1982)
- Airplane II: The Sequel (1982)
- The Dead Zone (1983)
- Still Smokin' (1983)
- Terms of Endearment (1983)
- Flashdance (1983)
- Trading Places (1983)
- Beverly Hills Cop (1984)
- Footloose (1984)
- Friday the 13th: The Final Chapter (1984)
- Indiana Jones and the Temple of Doom (1984)
- Star Trek III: The Search for Spock (1984)
- Witness (1985)
- Young Sherlock Holmes (1985)
- Friday the 13th: A New Beginning (1985)
- Explorers (1985)
- Clue (1985)
- Blue City (1986)
- Crocodile Dundee (1986)
- Ferris Bueller's Day Off (1986)
- Pretty in Pink (1986)
- Friday the 13th Part VI: Jason Lives (1986)
- Star Trek IV: The Voyage Home (1986)
- Top Gun (1986)
- Fatal Attraction (1987)
- The Untouchables (1987)
- Beverly Hills Cop II (1987)
- Planes, Trains and Automobiles (1987)
- Eddie Murphy Raw (1987)
- The Accused (1988)
- Coming to America (1988)
- Crocodile Dundee II (1988) (distribution)
- Friday the 13th Part VII: The New Blood (1988)
- The Naked Gun: From the Files of Police Squad! (1988)
- Scrooged (1988)
- Black Rain (1989)
- Harlem Nights (1989)
- Indiana Jones and the Last Crusade (1989)
- Star Trek V: The Final Frontier (1989)
- Friday the 13th Part VIII: Jason Takes Manhattan (1989)
- Major League (1989)
- The Experts (1989)

## 1990-1999
- Days of Thunder (1990)
- Ghost (1990)
- Another 48 Hrs. (1990)
- The Hunt for Red October (1990)
- The Godfather: Part III (1990)
- The Addams Family (1991)
- Star Trek VI: The Undiscovered Country (1991)
- The Naked Gun 2½: The Smell of Fear (1991)
- Regarding Henry (1991)
- Patriot Games (1992)
- Wayne's World (1992)
- Boomerang (1992)
- What's Eating Gilbert Grape (1993)
- Addams Family Values (1993)
- The Firm (1993)
- The Thing Called Love (1993)
- Wayne's World 2 (1993)
- Indecent Proposal (1993)
- Naked Gun 33⅓: The Final Insult (1994)
- Forrest Gump (1994)
- Beverly Hills Cop III (1994)
- Clear and Present Danger (1994)
- Star Trek: Generations (1994)
- Nobody's Fool (1994)
- Andre (1994)
- Lassie (1994)
- Braveheart (1995)
- The Indian in the Cupboard (1995)
- Clueless (1995)
- Tommy Boy (1995)
- Congo (1995)
- Virtuosity (1995)
- Vampire in Brooklyn (1995)
- Home for the Holidays (1995)
- Sabrina (1995)
- Primal Fear (1996)
- Black Sheep (1996)
- Beavis and Butt-head Do America (1996)
- Harriet the Spy (1996)
- Escape from L.A. (1996)
- Mission: Impossible (1996)
- The First Wives Club (1996)
- The Ghost and the Darkness (1996)
- Star Trek: First Contact (1996)
- The Evening Star (1996)
- The Phantom (1996)
- The Relic (1997)
- Face/Off (1997)
- Good Burger (1997)
- Breakdown (1997)
- In & Out (1997)
- Night Falls on Manhattan (1997)
- The Saint (1997)
- Kiss the Girls (1997)
- The Rainmaker (1997)
- Event Horizon (1997)
- Private Parts (1997)
- Titanic (1997)
- Deep Impact (1998)
- Saving Private Ryan (1998)
- The Truman Show (1998)
- The Rugrats Movie (1998)
- Star Trek: Insurrection (1998)
- Snake Eyes (1998)
- Dead Man on Campus (1998)
- Payback (1999)
- Varsity Blues (1999)
- 200 Cigarettes (1999)
- Election (1999)
- The Wood (1999)
- South Park: Bigger, Longer and Uncut (1999)
- The General's Daughter (1999)
- Runaway Bride (1999)
- Superstar (1999)
- Sleepy Hollow (1999)
- The Talented Mr. Ripley (1999)

## 2000-2009
- Snow Day (2000)
- Rules of Engagement (2000)
- Shaft (2000)
- What Women Want (2000)
- Rugrats in Paris: The Movie (2000)
- Mission: Impossible II (2000)
- The Original Kings of Comedy (2000)
- Jimmy Neutron: Boy Genius (2001)
- Save the Last Dance (2001)
- Rat Race (2001)
- Crocodile Dundee in Los Angeles (2001)
- Along Came a Spider (2001)
- Lara Croft: Tomb Raider (2001)
- The Score (2001)
- Zoolander (2001)
- Vanilla Sky (2001)
- Pootie Tang (2001)
- Orange County (2002)
- We Were Soldiers (2002)
- Crossroads (2002)
- Clockstoppers (2002)
- Hey Arnold!: The Movie (2002)
- The Sum of All Fears (2002)
- The Hours (2002)
- Jackass: The Movie (2002)
- Star Trek: Nemesis (2002)
- The Wild Thornberrys Movie (2002)
- How to Lose a Guy in 10 Days (2003)
- School of Rock (2003)
- The Core (2003)
- The Fighting Temptations (2003)
- Rugrats Go Wild! (2003)
- Lara Croft Tomb Raider: The Cradle of Life (2003)
- The Italian Job (2003)
- Paycheck (2003)
- Timeline (2003)
- Tupac: Resurrection (2003)
- The Manchurian Candidate (2004)
- The Stepford Wives (2004)
- Team America: World Police (2004)
- Mean Girls (2004)
- The SpongeBob SquarePants Movie (2004)
- Lemony Snicket's A Series of Unfortunate Events (2004)
- Napoleon Dynamite (2004)
- Without a Paddle (2004)
- Collateral (2004)
- Sky Captain and the World of Tomorrow (2004)
- Alfie (2004)
- Elizabethtown (2005)
- Coach Carter (2005)
- The Honeymooners (2005)
- War of the Worlds (2005)
- The Longest Yard (2005)
- The Weather Man (2005)
- Yours, Mine and Ours (2005)
- Four Brothers (2005)
- Æon Flux (2005)
- Sahara (2005)
- Get Rich or Die Tryin' (2005)
- Bad News Bears (2005)
- Barnyard (2006)
- Failure to Launch (2006)
- Last Holiday (2006)
- Mission: Impossible III (2006)
- Over the Hedge (2006)
- Nacho Libre (2006)
- Barnyard (2006)
- World Trade Center (2006)
- The Eye (2006)
- Flushed Away (2006)
- Charlotte's Web (2006)
- Jackass: Number Two (2006)
- Sunset Boulevard (2006)
- The Rise of Theodore Roosevelt (2007)
- Transformers (2007)
- Indiana Jones and the Kingdom of the Crystal Skull (2008)
- Iron Man (2008)
- Kung Fu Panda (2008)
- Tropic Thunder (2008)
- Ghost Town (2008)
- Madagascar: Escape 2 Africa (2008)
- The Curious Case of Benjamin Button (2008)
- Hotel for Dogs (2009)
- Monsters vs. Aliens (2009)
- Dance Flick (2009)
- Transformers: Revenge of the Fallen (2009)
- G.I. Joe: The Rise of Cobra (2009)
- Up in the Air (2009)

## 2010-heden
- Area 51 (2010)
- Shutter Island (2010)
- How to Train Your Dragon (2010)
- Shrek Forever After (2010)
- Iron Man 2 (2010)
- The Last Airbender (2010)
- Jackass 3D (2010)
- MegaMind (2010)
- The Fighter (2010)
- Triple Frontier (2011)
- The Rise of Theodore Rosevelt (2011)
- Jeff, Who Lives at Home (2011)
- Deathlok (2011)
- Atari (2011)
- Justin Bieber: Never Say Never (2011)
- Rango (2011)
- Thor (2011)
- Kung Fu Panda 2 (2011)
- Super 8 (2011)
- Footloose (2011)
- Paranormal Activity 3 (2011)
- When Worlds Collide (2012)
- 2:22 (2012)
- The Avengers (2012)
- Madagascar 3: Europe's Most Wanted (2012)
- Interstellar (2014)
- Jackass Forever (2022)